# Williamsonia (libellengeslacht)
Williamsonia is een geslacht van libellen (Odonata) uit de familie van de glanslibellen (Corduliidae).

## Soorten
Williamsonia omvat 2 soorten:
- Williamsonia fletcheri Williamson, 1923
- Williamsonia lintneri (Hagen in Selys, 1878)